# Swissuniversities
Swissuniversities (Eigenschreibweise: swᴉssunᴉversᴉtᴉes), die Konferenz der Rektorinnen und Rektoren der schweizerischen Hochschulen, ist ein Schweizer Verein, in dem die drei ehemaligen Rektorenkonferenzen CRUS (Universitäten), KFH (Fachhochschulen) und COHEP (Pädagogische Hochschulen) zusammengeführt worden sind. Sie hat am 1. Januar 2015 ihren Betrieb aufgenommen.
Die Hauptaufgabe ist die Vertiefung und Weiterentwicklung der Zusammenarbeit unter den schweizerischen Hochschulen. Nach aussen kann der Hochschulraum Schweiz mit einer Stimme sprechen. Des Weiteren nimmt der Verein Koordinationsaufgaben wahr und handelt auf internationaler Ebene als nationale Konferenz der Rektorinnen und Rektoren für die Gesamtheit der universitären Hochschulen, Fachhochschulen und Pädagogischen Hochschulen der Schweiz.

## Geschichte
Anlass der Gründung war das Bundesgesetz über die Förderung der Hochschulen und die Koordination im schweizerischen Hochschulbereich (Hochschulförderungs- und Koordinationsgesetz), das ebenfalls am 1. Januar 2015 in Kraft getreten ist. Dieses Gesetz ist die Arbeitsgrundlage des Vereins, um Synergien zwischen den verschiedenen Hochschultypen zu schaffen und einen gemeinsamen Hochschulraum Schweiz zu fördern. Die spezifischen Aufgaben der drei ursprünglichen Konferenzen werden weiter durch drei Kammern wahrgenommen.
Die Gründung erfolgte bereits im Herbst 2012 durch die CRUS, KFH und COHEP bzw. durch deren Mitglieder (die universitären Hochschulen, die Fachhochschulen und die Pädagogischen Hochschulen der Schweiz). Bis Ende 2014 wurde die Zusammenführung der ehemaligen Rektorenkonferenzen CRUS, KFH und COHEP vorbereitet.

## Organe
Der Verein verfügt über die folgenden Organe:
- Plenarversammlung
- drei hochschulspezifische Kammern (universitäre Hochschulen, Fachhochschulen sowie Pädagogische Hochschulen)
- Vorstand
- Delegationen und Delegierte
- Netzwerke und Vertretungen
- Generalsekretariat

## Aufgaben und Zuständigkeiten
Die Konferenz der Rektorinnen und Rektoren übernimmt folgende Aufgaben und Verantwortungen: Sie nimmt Stellung zu den Geschäften der Schweizerischen Hochschulkonferenz (SHK) und stellt Anträge an diese im Namen der Hochschulen. Ausserdem vertritt sie die Interessen der schweizerischen Hochschulen auf gesamtschweizerischer und auf internationaler Ebene. Sie kann Mandate des Bundes sowie Programm- bzw. Projektleitungen übernehmen. Ausserdem führt die Rektorenkonferenz eine Informationsstelle für die akademische Anerkennung der Gleichwertigkeit inländischer und ausländischer Studienausweise (Swiss ENIC); vorbehalten bleiben die Zuständigkeiten der politischen Organe für Berufszulassungen. Die Konferenz der Rektorinnen und Rektoren erfüllt ihre Aufgaben in der Plenarversammlung, aufgrund von Delegationsbeschlüssen der Plenarversammlung in den Kammern oder durch Delegationen oder durch Delegierte.
Sie ist u. a. auch verantwortlich für die Anmeldungen und Zulassungen zum Medizinstudium in der Schweiz.
Eine enge Zusammenarbeit besteht mit der Schweizerischen Hochschulkonferenz, dem obersten politischen Organ im Hochschulbereich der Schweiz.

## Aktuelle Mitglieder
- Berner Fachhochschule, BFH, vertreten durch ihren Rektor Sebastian Wörwag;
- École polytechnique fédérale de Lausanne, EPFL, vertreten durch ihren Präsidenten Martin Vetterli;
- Eidgenössische Technische Hochschule Zürich, ETH Zürich, vertreten durch ihren Präsidenten Joël Mesot;
- Fachhochschule Nordwestschweiz, FHNW, vertreten durch ihren Direktionspräsidenten Crispino Bergamaschi;
- Fachhochschule Ostschweiz, OST, vertreten durch ihren Direktor Daniel Seelhofer;
- Haute Ecole pédagogique Berne-Jura-Neuchâtel, HEP-BEJUNE, vertreten durch ihren Rektor Maxime Zuber;
- Haute Ecole pédagogique Fribourg, HEP-Fribourg, vertreten durch ihre Rektorin Etienne-Delphine Tomasini;
- Haute Ecole pédagogique du Valais, HEP-Valais, vertreten durch ihren Direktor Fabio Di Giacomo;
- Haute Ecole pédagogique Vaud, HEP-Vaud, vertreten durch ihren Rektor Thierry Dias;
- Fachhochschule Westschweiz, HES-SO, vertreten durch die Rektorin Luciana Vaccaro;
- Interkantonale Hochschule für Heilpädagogik, HfH, vertreten durch ihre Rektorin Barbara Fäh;
- Fachhochschule Graubünden, FH Graubünden, vertreten durch ihren Rektor Jürg Kessler;
- Hochschule Luzern, HSLU, vertreten durch ihre Rektorin Barbara Bader;
- Kalaidos Fachhochschule Schweiz, vertreten durch ihren Rektor René Weber;
- Pädagogische Hochschule Bern, PH Bern, vertreten durch ihren Rektor Martin Schäfer;
- Pädagogische Hochschule Graubünden, PH Graubünden, vertreten durch ihren Rektor Gian-Paolo Curcio;
- Pädagogische Hochschule Luzern, PH Luzern, vertreten durch ihre Rektorin Kathrin Krammer;
- Pädagogische Hochschule Schaffhausen, PH Schaffhausen, vertreten durch ihre Rektorin Gerda Buhl;
- Pädagogische Hochschule Schwyz, PH Schwyz, vertreten durch ihren Rektor Silvio Herzog;
- Pädagogische Hochschule St. Gallen, PH St. Gallen, vertreten durch ihren Rektor Horst Biedermann;
- Pädagogische Hochschule Thurgau, PH Thurgau, vertreten durch ihre Rektorin Sabina Larcher;
- Pädagogische Hochschule Zug, PH Zug, vertreten durch ihre Rektorin Esther Kamm;
- Pädagogische Hochschule Zürich, PH Zürich, vertreten durch ihren Rektor Heinz Rhyn;
- Scuola universitaria professionale della Svizzera italiana, SUPSI, vertreten durch ihren Direktor Franco Gervasoni;
- Universität Basel, vertreten durch ihre Rektorin Andrea Schenker-Wicki;
- Universität Bern, vertreten durch ihre Rektorin, Virginia Richter;
- Universität Fribourg, vertreten durch ihre Rektorin Astrid Epiney;
- Universität Genf, vertreten durch ihren Rektor Yves Flückiger;
- Universität Lausanne, vertreten durch ihren Rektor Frédéric Herman;
- Universität Luzern, vertreten durch ihren Rektor Bruno Staffelbach;
- Universität Neuenburg, vertreten durch ihren Rektor Kilian Stoffel;
- Universität St. Gallen, vertreten durch ihren Rektor Bernhard Ehrenzeller;
- Università della Svizzera italiana, USI, vertreten durch ihren ad interim Rektor Lorenzo Cantoni;
- Universität Zürich, vertreten durch ihren Rektor Michael Schaepman;
- Zürcher Fachhochschule, ZFH, vertreten durch die Rektorin der ZHdK Karin Mairitsch;
- Zürcher Hochschule für Angewandte Wissenschaften, ZHAW, vertreten durch ihren Rektor Jean-Marc Piveteau.